# Ladislaus Karnicki
Ladislaus hrabě Karnicki von Karnice (Wladyslaw hrabia Siestrzanek-Karnicki z Karnic) (15. listopadu 1820 – 31. prosince 1883) byl rakouský diplomat z polské šlechtické rodiny. V diplomatických službách působil od mládí, v závěru své kariéry byl rakousko-uherským velvyslancem ve Španělsku (1869–1871), poté žil v soukromí na svých statcích v Polsku.

## Životopis

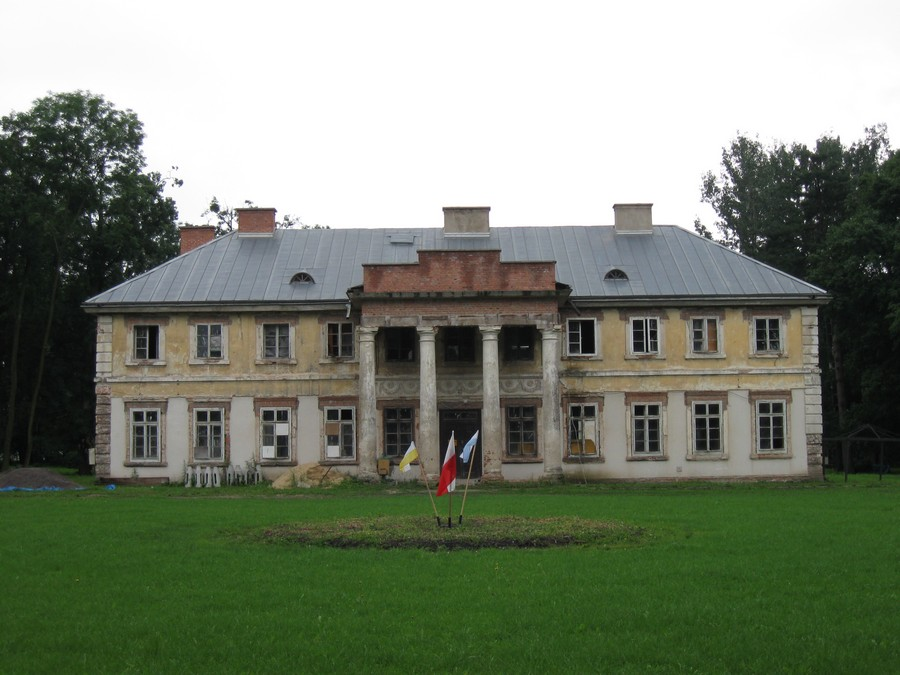
Zámek Łabuńki (Polsko)

Pocházel z haličského šlechtického rodu, který v roce 1845 obdržel potvrzení hraběcího titulu pro Rakouské císařství. Narodil se jako mladší syn c.k. komořího hraběte Kajetána Karnického (1791–1856) a jeho manželky Teofily, rozené hraběnky Grzembské (1793–1864). Od mládí působil v diplomatických službách Rakouského císařství, v letech 1852–1854 byl vyslancem ve Švýcarsku. V roce 1855 byl jmenován c.k. komořím a v letech 1857–1863 byl vyslancem v Hesensku-Kasselsku. Poté následovala funkce vyslance ve Švédsku (1863–1869), mezitím dosáhl titulu c.k. tajného rady (1867). Nakonec byl rakousko-uherským velvyslancem ve Španělsku (1869–1871). Po matce zdědil statky poblíž Zámostí ve východním Polsku (Jatutów a Łabuńki Pierwsze se zámkem).
Jeho první manželkou byla od roku 1857 hraběnka Gabriela Jaksa-Bakowska (1838–1862), dáma Řádu hvězdového kříže. Po ovdovění se podruhé oženil v roce 1865 s princeznou Julií Lubomirskou (1836–1891), dcerou ruského generálporučíka knížete Antonína Lubomirského (1801–1885). Z druhého manželství pocházela jediná dcera Alexandra Marie (1870–1939), provdaná hraběnka Saurma von der Jeltsch.
Jeho starší bratr Theodor (1816–1884) byl c.k. komořím a rytmistrem rakouské armády, sestra Marie Sofie (1833–1900) byla manželkou korutanského zemského hejtmana Adalberta Buol-Bernberga (1822–1874).